# Union wallonne des entreprises
 (avril 2021).
Si vous disposez d'ouvrages ou d'articles de référence ou si vous connaissez des sites web de qualité traitant du thème abordé ici, merci de compléter l'article en donnant les références utiles à sa vérifiabilité et en les liant à la section « Notes et références ».
L'Union wallonne des entreprises (UWE) est une organisation privée qui se veut être le porte-parole officiel des entreprises implantées en Région wallonne.

## Histoire
Quand vers 1965, la Belgique s'oriente vers des formes de décentralisation annonciatrice du fédéralisme,  des patrons wallons comme  Jules Delruelle (Prayon), George Halbart (Magotteaux), George Henry (Glaverbel), Pierre Holoffe (Asphaltco), Léon Jacques (Carrières de Quenast) Jean Lannoye (Papeteries de Genval), Jules Plaquet (Compagnie des Ciments Belges), Alfred Putzeys (Pieux Franki), créent une nouvelle organisation calquée sur la transformation de l'État belge.
Ils décident en 1967 d'inviter une centaine de patrons. Il en résulte la création de l' Union wallonne des entreprises (et non de  l' Union des entreprises wallonnes), en vue de permettre aux entreprises étrangères d'y adhérer. C'est aussi pour ne pas exclure les entreprises non industrielles. À cette époque la Fédération des entreprises de Belgique  n'existait pas encore  et il existait une Fédération des industries belges et une Fédération des entreprises non industrielles.
La première réunion eut lieu à l'Institut du Verre à Charleroi le 2 avril 1969.

## Présidents
- 1968-1970: Léon Jacques
- 1970-1971: Charles Isaac
- 1971-1973: Roger van der Schueren
- 1973-1975: André Lavenne
- 1975-1979: baron Jacques Delruelle
- 1979-1983: Roger van der Schueren
- 1983-1987: Michel Vandestrick
- 1987-1990: Michel Coenraets
- 1990-1993: Philippe Delaunois
- 1993-1996: Dominique Collinet
- 1996-1997: Michel Hahn
- 1997-2000: baron Jean Stéphenne
- 2000-2003: Jean-Jacques Verdickt
- 2003-2006: Henri Mestdagh
- 2006-2009: Eric Domb
- 2009-2012: Jean-Pierre Delwart
- 2012-2015: Jean-François Heris
- 2015-2018: Yves Prete
- 2018-2021 : Jacques Crahay
- 2021- : Pierre Mottet

## Source
- Union Wallonne des Entreprises